# エジプト第5王朝
エジプト第5王朝（エジプトだい5おうちょう、紀元前2498年頃 - 紀元前2345年頃）は、エジプト古王国時代の古代エジプト王朝。エジプト第4王朝時代に比べ小規模ではあるが、引き続いてピラミッドの建設が行われた。また、太陽神ラーを祀る太陽神殿が熱心に建造された。

## 歴史
第5王朝はマネトの記録によればエレファンティネ出身の9人の王からなるとされる。その出身地が正しいかどうかはわからないが、彼が記した王名は、他の王名表や記念物の記録と対応を取ることができる。
第5王朝の最初の王とされているのはウセルカフである。ウセルカフは第4王朝の王ジェドエフラーの王女ネフェルヘテプの息子として生まれた。彼の父の名は知られていない。そして同じく第4王朝の王であるメンカウラー（ジェドエフラーの甥にあたる）の王女ケンタカウエス1世を妻として王座についた。このようにウセルカフは第4王朝の王族と極めて濃密な血縁関係を持っているが、少なくてもマネトはウセルカフの即位を持って王朝の交代と見なしており現代の区分もそれに従っている。ウセルカフが王位を獲得した実際の経緯は不明瞭であるが、彼の持つ第4王朝の王族との姻戚関係が重要な要素であったことは疑うべくもない。
ウェストカー・パピルスと呼ばれるパピルスに第2中間期に記述された文学作品『魔法使いジェディの物語』には、魔法使いジェディがクフ王に対し、クフ王の王朝が彼の子供カフラーとメンカウラーの間だけ続くこと、そして太陽神ラーが、ラー神官の妻レドジェデトに産ませた三つ子、ウセルカフ、サフラー、ネフェリルカラーらの新しい王家に王位を奪われるであろうと予言したと記録されている。この物語に史実的要素を見出すのは困難であるが、エジプトではマネトより1500年以上以前には既にウセルカフの即位が王家の交代であると見なされていたことを確認できる。即ち、ウセルカフの即位を持って王家が交代したと見なす考え方はマネトの独自見解ではなく、古代エジプトにおける伝統的な歴史認識であった。
王朝の祭儀や行政的な面ではラーを祭るヘリオポリス（古代エジプト語名イウヌ）が重要性を増していた。また、ウセルカフ以降の第5王朝の王達は太陽神殿を次々と建設しており、ラーに対する寄進を熱心に行っていたことも知られている。
ウセルカフの息子サフラーの治世にはアジア（現在のレバノン、パレスチナ地方）やリビアへの遠征が行われた可能性がある。このことはサフラーが建設したピラミッドに残された彩色壁画から知ることができる。またパレルモ石と呼ばれる碑文には、彼の治世にはプント（恐らく現在のソマリア地方）との通商に言及するものがある。サフラーの死後、彼の息子（または弟）ネフェルイルカラー・カカイ（カカイ・ネフェルイルカラー）が即位した。ネフェルイルカラーは第5王朝の王の中では最大のピラミッドを残している。
ネフェルイルカラーの後の数名の王は統治年数が短く記録も乏しい。ネフェルイルカラーの跡を継いだのはシェプセスカラーであった。シェプセスカラーのものではないかと推定される建造物がいくつか発見されているが、その実態については何もわかっていない。一説にはサフラーの息子であったと言われているが不詳である。シェプセスカラーの次にネフェルイルカラーと王妃ケンタカウエス2世の息子だったネフェルエフラーが即位した。しかし彼の治世も短かったであろうと推定されている。ネフェルエフラーの墓から、彼のミイラの一部が発見されているが、その分析の結果ネフェルエフラーは20代前半で死去したことがわかっている。
ネフェルエフラーの死後、彼の弟であるニウセルラーが王位を継いだ。マネトはニウセルラー（マネトの記録ではラトゥレス）が44年間にわたって統治したと記録するが証拠は乏しい。次のメンカウホルについても記録は少ない。メンカウホルの次のジェドカラー王についても同様であるが、ジェドカラーの名がネフェルイルカラー王の葬祭殿跡で発見されたパピルス文書の断片に登場する。これはかつては最も古い既知のパピルス文書であった。またジェドカラーに仕えた宰相プタハヘテプは、第3王朝時代のイムヘテプなどと並ぶ賢人として古代エジプトで名を知られることになる人物であった。また重要な変化として、ジェドカラー王は太陽神殿を建設していない。
彼の後を継ぎ最後の王となるウナスも太陽神殿を建設しておらず、エジプト第5王朝における信仰の変化が推測される。マネトらの記録によってウナスには長期の統治期間があったことが記録されているが、詳細は不明である。ウナスに関連した重要事項はピラミッド・テキストの登場である。従来ピラミッドの内部には碑文等は何も記されないものであったが、ウナス王の時代になって初めて王の葬儀の際に唱えられた呪文などが記録されるようになった。この文書から当時のエジプト人の死生観や宗教観が読み取ることができる。恐らくウナス王のピラミッド・テキストの内容は、パピルスかもしくは口伝によって伝えられてきたより古い文書形式を反映していると考えられている。そのため宗教史的、また政治史的に重要な史料となりうるのである。ウナス王は世継ぎに恵まれなかったらしく死後に後継者問題が生じた。
紀元前2345年頃にウナス王の娘とされるイプト1世を妻としたテティ1世が王座を獲得した。これをもって第5王朝と第6王朝の交代とされる。

## ピラミッド
エジプト第5王朝時代には第3・第4王朝時代に引き続いて活発にピラミッドが建設されている。しかし、ジェセル王の階段ピラミッドや、ギーザの大ピラミッドに代表される以前のピラミッドに比較して第5王朝のピラミッドは小規模であり、建築自体も粗雑になっている。このため現在では第5王朝のピラミッドの多くは崩壊して原型をとどめていない。しかし、ウセルカフ王時代より第5王朝は対外遠征を活発に行っており、国力の減衰の結果ピラミッドの規模が小さくなったものではないと考えられる。また王の力や統治期間に関係なく第5王朝から第6王朝時代までを通じてピラミッドの規模は一定水準のまま変化しなかった。ピラミッドの小規模化、簡略化は宗教観や王権観の変化がより重要な要素であったと考えられる。
第5王朝の王のうち、サフラーからネウセルラーに至る4人の王はアブ・シールにピラミッドを立てた。このうちネフェルイルカラーの建設したピラミッドは高さ約70メートル、一辺約110メートルの規模を持ち、ギザの三大ピラミッドの1つであるメンカウラー王のピラミッドよりやや大きい。その他のピラミッドは高さ50メートル、一辺70 - 80メートル程度であった。しかしピラミッド複合体（ピラミッド・コンプレックス）と呼ばれる付属建造物は熱心に建設されており、その装飾や行政システムは前代までの王朝に比べて拡大し、精密になった。ピラミッド自体も規模や内部の粗雑さはともかく、表面は上質の石灰岩で覆われており、建設当初であれば見た目だけは前代までのピラミッドと比較しても遜色なかったと言われている。神殿を飾る彫刻は、以前までに比べてより空想的・理想的な王の姿を一定の型に基づいて描く事が重視されており、王の正統性を示す儀式を行うことにより重きがおかれるようになっていった。こうした儀式はピラミッド複合体を建設した王の死後も継続することになっていたため、各ピラミッド複合体には付属のピラミッド都市が建設され、祭礼に携わる人々が居住した。ピラミッド都市の原型は第4王朝時代に登場し、第5・第6王朝時代には大きな意味を持つようになっていった。
ピラミッド・テキストと呼ばれるピラミッド内の碑文がウナス王のピラミッドに初めて登場したことは前述の通りであるが、このピラミッド・テキストは後代のエジプト文学作品の1つである『死者の書』などとも関連性が指摘されている。そして、恐らくそれまではパピルスか口伝で伝えられてきたその内容は、現在知られている古代エジプト語の文書でも最古の形態を示している。

## 太陽神殿
太陽神殿は、王の理念上の祖先である太陽神ラーを祭るための神殿である。第5王朝の王達はヘリオポリスのラー神殿に対して莫大な寄進を繰り返しており、ラー信仰は王にとって極めて重要な宗教政策であったのは確実である。『魔法使いジェディの物語』にも反映していると見られるラー信仰と第5王朝の結びつきは、第4王朝から第5王朝への交代の正統性を確保する目的で加速された。ウセルカフ王以来第5王朝の王は熱心に太陽神殿を建立しているが、この太陽神殿は単にラーの偉大さを称えるための神殿ではなく、死後にラーと王が一体化するための場でもあったと推定する学者もおり、ラーと王権の一体性を強調することが第一義的な目的であったといわれている。
この太陽神殿の基本的な構成はピラミッド複合体に似た付属建造物を持ち、ピラミッドの代わりに基壇があってその上に巨大なオベリスクがそびえていた。この基壇とオベリスクという構成は、ヘリオポリスのラー神殿にあった高い砂とベンベン石とよばれる神聖物を模したものであると想像される。太陽神殿とピラミッド複合体は経済的に密接に結びついており、ともに王に葬祭を支える重要施設として建設が続けられた。
この太陽神殿は、最後の二代（ジェドカラー、ウナス）の王の時代には建設されなくなっており、王権理念・宗教的な変化が注目される。具体的な経緯はよくわかっていないが、王権の側がラー以外の諸神の信仰をも重要視するようになっていったと思われる。特に王権の象徴であるホルス神の父とされた冥界の神オシリス神は、ウナス王時代に重要な神として登場し、オシリス神に対する呪文もウナス王のピラミッド・テキスト内に含まれる。以後オシリス神は王の復活の思想にかかわる重要な神としてエジプトの葬祭儀式での重要性を増していくことになる。

## 歴代王
| ホルス名         | 即位名               | 誕生名         | マネトによる王名 | 在位          | 備考                                          |
| ---------------- | -------------------- | -------------- | ---------------- | ------------- | --------------------------------------------- |
| イルマート       | ウセルカフ           | ウセルカフ     | ウセルケレス     | 前2498-前2491 | 第4王朝の王女の息子。                         |
| ネブカウ         | サフラー             | サフラー       | セフレス         | 前2491-前2477 |                                               |
| ウセルカウ       | ネフェルイルカラー   | カカイ         | ネフェルケレス   | 前2477-前2467 | 初めて第2カルトゥーシュで誕生名を記録している |
| セケムカウ       | シェプセスカラー     | ネチェルウセル | シシレス         | 前2467-前2460 |                                               |
| ネフェルカウ     | ネフェルエフラー     | イシ           | ケレス           | 前2460-前2453 |                                               |
| イセトイプタウィ | ネウセルラー         | イニ           | ラトゥレス       | 前2453-前2422 |                                               |
| メンカウ         | メンカウホル         | カイウ         | メンケレス       | 前2422-前2414 |                                               |
| ジェドカウ       | ジェドカラー         | イセシ         | タンケレス       | 前2414-前2375 |                                               |
| ウアジタウィ     | ウナス（ウニスとも） | ウナス         | オンノス         | 前2375-前2345 |                                               |